# Sôber
Sôber ist eine spanische Metal-Band, die 1993 von den Brüdern Carlos und Jorge Escobedo in Madrid gegründet wurde. 2005 wurde die Band aufgelöst; im Jahre 2010 vereinte sie sich wieder.

## Bandgeschichte
Bis 1997, als die Band ihr erstes Studio-Album Torcidos, welches aus eigener Produktion entstand, aufnahm, war die Band nur in Spanien, besonders in der Gegend um Madrid bekannt. Nachdem ihr Album veröffentlicht worden war, traf sich die Band erneut im Tonstudio. Ihr Song La prisión del placer wurde von einigen Hard-Rock-Magazinen anerkannt und hoch gelobt. Kurze Zeit später begann die Popularität der Band zu wachsen, nicht nur im Heimatland, sondern auch in der ganzen Welt.
Sôber entschloss sich den Rocksoul Studios beizutreten und begann dort einige Songs aufzunehmen. Doch kurze Zeit später trennten sich die Wege von der Produktionsfirma und der Band wieder und so trat Sôber etwas später dem Label Zero Records bei, wo sie schließlich im September 1998 ihre EP Condenado aufnahmen. Nach ihrer Spanien-Tour nahm die Band ihr zweites Album auf, welches sie Morfología nannten. Dieses Album beinhaltete elf Songs, unter anderem Abstinencia, Loco und eine neue Version des Songs La prisión del placer und wurde als eines der besten spanischen Pop-Rock-Alben bezeichnet.
2001 wurde Sôbers drittes Album Synthesis auf dem Label Kirios y Eurosonic studios produziert. Nur ein Jahr später folgte 2002 ihr viertes Album Paradÿsso, welches ihren größten Erfolg darstellte und auch den größten Erlös einbrachte. Ihr viertes Album produzierte die Band 2004 und nannten es Reddo. Noch im selben Jahr gab Sôber die Trennung bekannt. Die Brüder Carlos und Jorge Escobedo gaben zu, dass der Erfolg allmählich zum Stillstand gekommen sei, weshalb der Beschluss der zwei Brüder verständlich war.
Carlos Escobedo gründete 2005 eine neue Band, die er Savia nannte; sein Bruder Jorge tat es ihm gleich und gründete mit dem Ex-Sôber-Gitarristen Antonio Bernadini zur selben Zeit die Band Skizoo. Zur neuen Band von Carlos Escobedo stieß daraufhin auch das ehemalige Sôber-Mitglied, der Schlagzeuger Alberto Madrid, der am 30. November 2006 im Alter von 35 Jahren bei einem Verkehrsunfall ums Leben kam. Anfang Januar 2010 gab die Band auf ihrer offiziellen Website bekannt, sich wiedervereint zu haben. Die Band arrangierte eine Wiedervereinigungstour, die die Band durch Spanien, Mexiko, Chile, Venezuela, Argentinien und Costa Rica führen soll.
Im Mai 2011 veröffentlichte Sôber ihr neues Album Superbia auf dem Label Last Tour Records.

## Diskografie

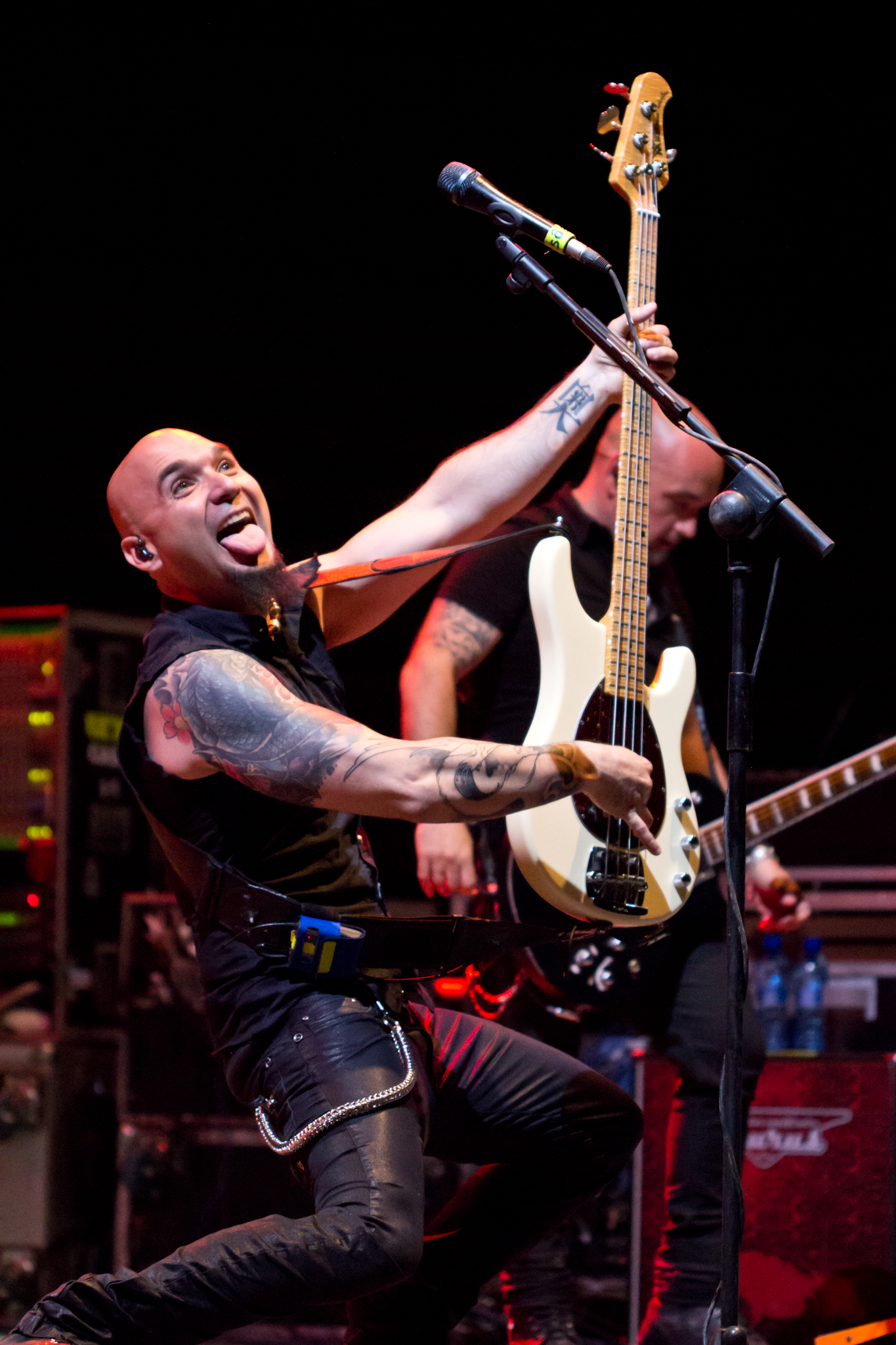
Carlos Escobedo in Parla, 2013

### Alben
- 1997: Torcidos (Sober Records; unter Bandnamen SOBERSTONED veröffentlicht)
- 1998: Morfología (Zero Records)
- 2001: Synthesis (Zero Records)
- 2003: Paradÿsso (Muxxic)
- 2004: Reddo (Muxxic)
- 2010: De aquí a la eternidad (Universal Music Spain)
- 2011: Superbia (Last Tour Records)
- 2014: Letargo (Warner Music Spain)
- 2014: 20 aniversario (Warner Music Spain)
- 2016: Vulcano (Warner Music Spain)
- 2018: La sinfonía del Paradÿsso (Boa Music)
- 2021: Elegía (Dromedario)

### Livealben
- 2003: Backstage 02/03 (Muxxic)
- 2005: Grandes éxitos (Universal Music Spain)

### Singles
- 1998: Condenado
- 1997–1998: La prisión del placer
- 1998–2000: Oxígeno
- 2001: Versus
- 2001: Si me marcho
- 2002: Diez años
- 2002: Eternidad
- 2002: Backstage
- 2003: Arrepentido
- 2003: Paradÿsso
- 2004: Cientos de preguntas
- 2004: El hombre de hielo
- 2004: La nube
- 2010: Sombras
- 2011: Tic-Tac
- 2011: Náufrago
- 2012: La araña
- 2013: Una vida por exprimir
- 2014: Blancanieve

## Pressekritik
- 1. Juni 2003: Musikexpress (Christoph Lindemann, Musikexpress)

„...Sollte man in Deutschland weiterhin mit Desinteresse auf spanische Rockmusik reagieren, so ist es die Schuld von Sôber nicht: Ihr viertes, selbstproduziertes Album Paradÿsso ist muskulös, dicht und melodisch genug, um im internationalen Vergleich zu bestehen...“
- 1. Juni 2003: Rock it! (Christoph Pöschl, Rock it!)

„...Paradysso rockt richtig fett, was nicht zuletzt auch dem Mix von Altmeister Ed Stasium zu verdanken sein dürfte, und der Sound steht amerikanischen Produktionen in keiner Weise nach. Anspieltips sind fast überflüssig, da die Qualität durch das ganze Album nicht abfällt, aber Diez Años ist sicher ein guter Startpunkt...“